# Armand Barbès
Armand Barbès, Sigismond Auguste (Pointe-à-Pitre, 18 de setembre de 1809 - La Haia, 26 de juny de 1870), va ser un polític republicà francès oposat a la Monarquia de juliol.
Amb els malnoms que li van donar els seus admiradors, «le conspirateur hors-pair» i «le Bayard de la démocratie», Barbès actualment és el paradigma del "revolucionari romàntic" però, també, el d'un home d'acció sense programa. Marx el va qualificar de "flagell de l'establishment" 

## Biografia
Nasqué en el si d'una família burgesa de l'illa de Guadalupe; el seu pare era un cirurgià militar nascut a Carcassona, on la família va tornar de la colònia. Armand va estudiar Dret a París a partir del 1832. A la mort dels seus pares va rebre una important herència que li van permetre no haver de treballar i dedicar-se plenament a conspirar («conspirer pour renverser le régime en place»). Ja des de la seva arribada a París el nord-català Etienne Arago, un amic dels seus pares, li proposà entrar gratuïtament al seu teatre però Armand li contestà que el que ell volia era entrevistar-se amb el propagandista republicà Godefroy Cavaignac.
El 1834 es va adherir a la Société des Droits de l'Homme, acusada d'haver preparat la insurrecció de 1834, i en Barbès va ser empresonat, per primera vegada, a la presó de Santa Pelàgia, d'on en va ser alliberat el 1835. El 12 de juliol de 1835, ajudà Godefroy Cavaignac a organitzar una gran evasió de 27 presoners (entre els quals Armand Marrast i Joseph Guinard) d'aquesta presó, fins aleshores considerada inexpugnable. El 10 de març de 1836, la policia enxampà Barbès i Blanqui preparant munició, i foren jutjats i condemnats a un any d'empresonament. Un cop alliberat gràcies a una amnistia, Armand Barbés passà un temps de reflexió a Carcassona abans de tornar a París el 1838. S'uní novament a Auguste Blanqui i fundaren una (altra) societat secreta, la Société des Saisons, que tenia un ideal republicà i propietari. Elegit diputat per a l'Assemblea Nacional de la Segona República Francesa, va ser condemnat després d'un intent fracassat de cop d'Estat el 1848. Després del seu alliberament el 1854, va preferir exiliar-se als Països Baixos on passà la resta de la seva vida.